# مالکوم
مالکوم فیلیپه سیلوا د اولیویر یکی از بازیکنان تیم الهلال عربستان است.
از باشگاه‌هایی که در بازی کردی آن بازی کرده است می‌توان به کورینتیانس، بوردو، بارسلونا و زنیت سن پترزبورگ اشاره کرد.

## آمار ملی

### بازی‌های ملی
تا تاریخ ۲۰ ژوئن ۲۰۲۳
| برزیل | برزیل | برزیل | برزیل  |
| سال   | بازی  | گل    | پاس گل |
| ----- | ----- | ----- | ------ |
| ۲۰۲۳  | ۲     | ۰     | ۱      |
| مجموع | ۲     | ۰     | ۱      |

## افتخارات

### باشگاهی
کورینتیانس
- سری آ برزیل: ۲۰۱۵

#### بارسلونا[۲]
- لالیگا: ۱۹–۲۰۱۸

#### زنیت سن پترزبورگ
- لیگ برتر فوتبال روسیه:۲۰–۲۰۱۹،[۳] ۲۰۲۰–۲۱، ۲۰۲۱–۲۲،[۴] ۲۰۲۲–۲۳[۵]
- جام حذفی فوتبال روسیه:۲۰۱۹–۲۰[۶]
- سوپر جام فوتبال روسیه:۲۰۲۰,[۷] ۲۰۲۱,[۸] ۲۰۲۲,[۹] ۲۰۲۳[۱۰]

#### الهلال[۱۱]
- سوپرجام فوتبال عربستان:۲۰۲۳[۱۲]

### ملی

#### زیر ۲۰ سال برزیل
- نایب‌قهرمان جام جهانی فوتبال زیر ۲۰ سال: ۲۰۱۵[۱۳][۱۴]

#### زیر ۲۳ سال برزیل
- فوتبال در بازی‌های المپیک تابستانی:۲۰۲۰

#### برزیل
- سوپرکلاسیکو دلاس آمریکاس:۲۰۱۸